# Blauhemden-Gesellschaft

Emblem der Kuomintang

Die Blauhemden-Gesellschaft (chinesisch 藍衣社, Pinyin lányīshè) war eine 1932 gegründete und 1938 aufgelöste Geheimgesellschaft innerhalb der chinesischen Kuomintang. Organisatorisch und ideologisch orientierte sie sich am italienischen Faschismus.

## Ideologie

### Faschismus
Die Blauhemden-Gesellschaft wird von den meisten Historikern als faschistisch eingestuft. Als Zeichen dafür werden folgende ideologische Punkte genannt:
- Primat des Staates über das Individuum
- Zurückweisung der Demokratie und Propagierung eines Einparteiensystems und des Führerprinzips
- Nationalismus, besonders mit der Forderung zu „alten Werten“ zurückzukehren mit dem gleichzeitigen Versuch einer „nationalen Wiedergeburt“
- die Erschaffung eines neuen Menschen, der seinem Willen dem der Gemeinschaft unterordnet
- Verherrlichung von Gewalt und Terror

Rassismus war hingegen nie Teil der Kernideologie. Die Blauhemden waren anti-imperialistisch eingestellt, sodass sie aus Sicht der Japaner keine möglichen Bündnispartner waren.
Lloyd Eastman merkt an, dass auf den ersten Blick mit der Forderung nach Verstaatlichung von Grund und Boden und die Einführung einer Kollektivierung der Landwirtschaft ideologische Gemeinsamkeiten mit den chinesischen Kommunisten feststellbar seien, sich die Blauhemden von diesen aber dennoch unterschieden. Nicht nur ideologisch habe es Unterschiede gegeben, sondern auch in der Frage, woher politische Macht stamme. Während die Kommunisten sich auf die Volksmassen beruhten, hätten die Blauhemden die Herrschaft einer politischen Elite über ein politisch passives Volk propagiert.

### Drei Prinzipien des Volkes
Zur Zeit der Gründung bekannten sich die Blauhemden zu den drei Prinzipien des Volkes von Sun Yat-Sen, dem Gründervater der Republik China, und bis zu ihrer Auflösung wurde das Bekenntnis nie aufgegeben. Sie beriefen sich vor allem an spätere Äußerungen Sun Yat-Sens, der nach dem Vorbild der Sowjetunion für eine vorübergehende Alleinherrschaft der Kuomintang warb, bis die nationale Krise überwunden ist.
Dennoch legen japanische Geheimdienstdokumente nahe, dass die Blauhemden die drei Prinzipien des Volkes zugunsten einer (nicht näher ausgeführten) faschistischen Ideologie aufgegeben hätten. Auch von ehemaligen Mitgliedern gibt es die Aussage, dass es radikale Mitglieder innerhalb der Gruppierung gab, die sicherlich zu diesem Schritt bereit gewesen wären, auch wenn es dazu auch innerhalb der Gesellschaft Opposition gab.

## Bezeichnungen und Organisation
Nach Maria Hsia Chang bestand die Blauhemden-Gesellschaft aus einer Reihe von „konzentrischen Ringen“. Aufgrund der geheimen Natur der Gesellschaft gab es nicht die eine Organisation, sondern sie bestand aus mehreren personell eng miteinander verzahnten. Der innerste Ring bestand aus den eigentlichen Entscheidungsträgern, nannte sich Gesellschaft für die Praktizierung der drei Prinzipien des Volkes (chinesisch 三民主義力行社, Pinyin sānmín zhǔyì lìxíng shè), die manchmal auch als die eigentliche Blauhemden-Gesellschaft gesehen wird, und bestand in seiner Hochphase 1938 aus ungefähr 300 Mitgliedern. Dazu zählten Chiang Kai-Shek, die Gründungsmitglieder und einigen weiteren rekrutierten Mitgliedern der Whampoa-Militärakademie.
Der zweite Ring bestand aus mehreren elitären Organisationen, wie dem Nationalen Jugendverband (chinesisch 國民青年同志會, Pinyin Guómín qīngnián tóngzhì huì) und dem Nationalen Militärangehörigenverband (chinesisch 國民軍人同志會, Pinyin Guómín jūnrén tóngzhì huì), deren Mitglieder sich aus dem äußersten Ring rekrutierten, und 1938 aus etwa 30.000 Mitgliedern bestand.
Der äußerste Ring war öffentlich und somit nicht Teil der eigentlichen Geheimgesellschaft. Sie bestand aus Massenorganisationen wie der loyalen Versammlung zur Rettung der Nation (chinesisch 忠義救國會, Pinyin Zhōngyì jiùguó huì) oder der überseechinesischen Jugendgesellschaft (chinesisch 華僑青年社, Pinyin Huáqiáo qīngnián shè). Die mit Abstand größte Organisation war aber die Gesellschaft für die Erneuerung Chinas (chinesisch 中華復興社, Pinyin Zhōnghuá fùxīng shè) mit etwa 100.000 Mitgliedern.
Die Frage, wie viele Mitglieder die Blauhemden-Gesellschaft hatte, hängt davon ab, was man als eigentliche Organisation betrachtet. Wenn man nur den innersten Ring nimmt, waren es nicht mehr als 300. Andere Schätzungen gehen hingegen von etwa 10.000 Mitgliedern aus.

## Geschichte

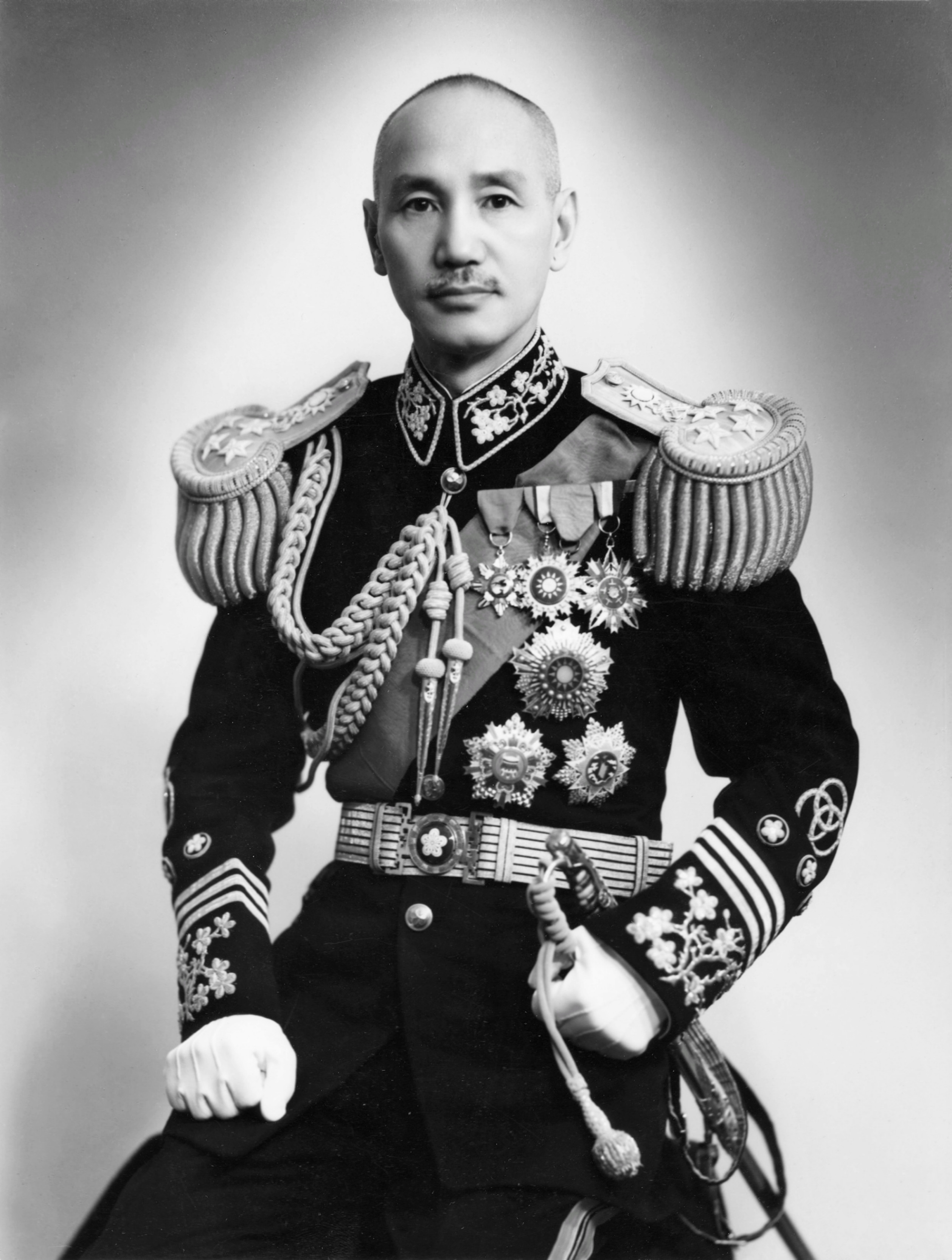
Chiang Kai-Shek (1943)

### Gründung
Die Gründung der Blauhemden-Gesellschaft fiel in einer Zeit, als China in Bürgerkrieg, Korruption und Faktionalismus versank. Infolge des Mukden-Zwischenfalls besetzte Japan die Mandschurei und gründete unter dem Namen Manchukuo einen Marionettenstaat. Der bisherige Führer der nationalistischen Regierung, Chiang Kai-shek, trat zurück. Ende 1931 traf sich Liu Jianqun, ein junges Mitglied der Kuomintang, mit Wissen und Unterstützung von Chiang Kai-Shek, als Reaktion darauf mit einigen Gefolgsleuten und formulierte drei Ziele:
- Chang Kai-Shek soll als Führer der Nation zurückkehren.
- Absolventen der Whampoa-Militärakademie sollen als führender Kader dienen.
- Die Drei Prinzipien des Volkes sollen mit kommunistischen Organisationsmethoden und (je nach Quelle) im Geiste des Bushidō oder des Faschismus eingeführt werden.

1932 kehrte Chiang Kai-Shek aus seinem kurzzeitigen Ruhestand zurück und die Blauhemden-Gesellschaft wurde gegründet. Von Beginn an orientierte sich die Blauhemden-Gesellschaft am Faschismus, welches damals von vielen Chinesen als „progressiv“ und angesichts der politischen Situation notwendig erachtet wurde, und propagierten ein nach dem Führerprinzip organisiertes China unter der Führung Chiang Kai-Sheks. Einige Historiker führen die Existenz der Blauhemden-Gesellschaft auf den Einfluss und das Vorbild des nationalsozialistischen Deutschlands zurück, welches bis 1941 eine intensive Kooporation mit der Republik China führte.

### Agieren im Geheimen
Ursprünglich agitierte die Blauhemden-Gesellschaft offen dafür, Chiang Kai-Shek zu ihrem „eigenen Hitler“ zu machen. Da dies auf Widerstand innerhalb der Kuomintang und Japan stieß, entschied Chiang Kai-Shek sich dafür, dass die Organisation im Geheimen agieren solle. Das eigentliche Ziel, die Partei zu unterwandern, wurde nie erreicht. Dennoch blieben die Blauhemden eine einflussreiche Fraktion innerhalb der Kuomintang und schon von Zeitgenossen wurde eine Militarisierung oder Faschisierung der Gesellschaft wahrgenommen. Seitdem setzte sich die Blauhemden-Gesellschaft sich zum Ziel, gegen alle politischen Gegner der Regierung (vor allem Kommunisten) mit Gewalt vorzugehen. Nachweislich haben die Blauhemden mehrere pro-japanisch eingestellte Journalisten ermordet, was zu diplomatischen Verstimmungen zwischen der Republik China und Japan führte.
Selbst den Zeitgenossen, wie dem damaligen britischen Botschafter in China, war von Anfang an klar, dass die „geheime“ Gesellschaft mit Kenntnis und Billigung der Regierung agierte. Dagegen betonte Lloyd E. Eastman, dass es erst Jahre später verlässliche Informationen über die Blauhemden gab und schrieb: „Für Zeitgenossen und Historiker war die Bewegung der Blauhemden jedoch eine schattenhafte Kraft, die meist nur vom Hörensagen bekannt war und über deren Doktrin oder Aktivitäten es kaum solide Informationen gab.“
1934 startete die Regierung der Republik China die Neues-Leben-Bewegung, eine anti-kommunistischen Kampagne mit dem Ziel, die alten Werte des Konfuzianismus wieder aufleben zu lassen. Damit sollte zum Teil die Bewegung für eine Neue Kultur und die Bewegung des vierten Mai revidiert werden. Unsicher ist, ob die Ursprungsidee der Kampagne nicht von den Blauhemden selbst stammt, da eine „Wiederbelebung“ der chinesischen Moral ganz in ihrem Sinne zu sein scheint. Unabhängig davon, wer die Kampagne gestartet hat, lässt sich feststellen, dass schon bald die Blauhemden die Kampagne anführten. Sterling Seagrave schreibt dazu, dass spätestens 1936 die Blauhemden mit ihrer exzessiven Brutalität und ihrem Eifer der Neues-Leben-Bewegung einen schlechten Ruf verschafft hätten. Die Historikerin Sabine Dabringhaus beurteilt diese von den Blauhemden unterstützte Bewegung als „Höhepunkt“ einer konservativen Wende innerhalb der Kuomintang.

### Auflösung
Nachdem anfänglich Chiang Kai-Shek die Blauhemden unterstützte, legte sich recht rasch sein Enthusiasmus. „Wie unterscheide ich mich von den Kommunisten, wenn ich die italienischen Faschisten imitiere?“, soll er gefragt haben. Spätestens bei der Durchführung der Neues-Leben-Bewegung zeigte sich bei ihm große Enttäuschung von der Bewegung.
Nach dem Zwischenfall von Xi’an im Jahre 1936 stoppten die Blauhemden ihre Angriffe auf Kommunisten, wobei es unbekannt ist, ob Chiang Kai-Shek in Xi’an irgendwelche Versprechungen gemacht habe, und 1938, zu Beginn des zweiten Japanisch-Chinesischen Krieges löste sich die Kernorganisation auf. Grund für die Auflösung war wahrscheinlich, dass eine im Geheimen agierende, antikommunistische Organisation bei der Bildung der zweiten Einheitsfront mit der Kommunistischen Partei Chinas hinderlich gewesen wäre. Geistig lebte die Ideologie fort, denn die ehemaligen Mitglieder beteiligten sich noch Jahre weiter in verschiedenen politischen Organisationen.